# Cornelia Filipaș
Cornelia Filipaș (* 26. August 1926 in Chiochiș, Kreis Bistrița-Năsăud) ist eine ehemalige rumänische Politikerin der Rumänischen Kommunistischen Partei PCR (Partidul Comunist Român) und Diplomatin, die unter anderem von 1980 bis 1982 Vize-Ministerpräsidentin und zwischen 1985 und 1989 Botschafterin in Dänemark sowie zugleich Botschafterin in Island war.

## Leben
Cornelia Filipaș besuchte von 1933 bis 1939 die Grundschule in Lechința und absolvierte im Anschluss zwischen von 1940 und 1944 eine Berufsausbildung zur Schneiderin in Bukarest. 1941 beteiligte sich zusammen mit Pavel Ștefan und Ronea Gheorghiu an der Verteilung von Manifesten sowie anderen kommunistischen Aktionen und wurde 1944 Mitglied der kommunistischen Jugendorganisation UTC (Uniunea Tineretului Comunist) sowie im Oktober 1944 auch Mitglied der damaligen Kommunistischen Partei Rumäniens PCdR (Partidul Comunist din Romania). Daraufhin war sie 1944 Mitglied des UTC-Komitees im Kreis Ilfov und arbeitete daraufhin als Verantwortliche für die Jugendarbeit des Parteikomitees sowie für Kulturarbeit des Gewerkschaftsausschusses der Societatea de Transport București (STB), dem Bukarester Unternehmen für Öffentlichen Personennahverkehr. 1947 war sie Mitglied des Initiativkomitees der UTC, Instrukteurin in der Organisationsabteilung im UTC-Komitees im Kreis Ilfov sowie Mitglied des Büros des UTC-Komitees in diesem Kreis. Nachdem sie 1947 einen Monat lang eine Wiederaufbaubrigade in der Sozialistischen Volksrepublik Albanien geleitet und ein Handelsgymnasium besucht hatte, absolvierte sie zwischen Oktober 1948 und März 1949 die Zentrale Dozentenschule „Andrei Alexandrowitsch Schdanow“.
Daraufhin wechselte Cornelia Filipaș am 21. März 1949 in die zentrale Verwaltung der nunmehrigen Jugendorganisation UTM (Uniunea Tineretului Comunist) und war einige Zeit Instrukteurin der Abteilung für Organisation des Zentralrates der UTM, daraufhin erst stellvertretende Leiterin sowie schließlich ebenfalls 1949 Leiter der Abteilung Ausbildung des UTM-Zentralrates. Sie war vom 30. März 1950 bis 1959 Mitglied des Büros sowie zugleich zwischen dem 16. Januar 1953 und 1959 Sekretärin des Zentralrates der UTM. Daneben wurde sie 1952 für die nunmehrige Rumänische Arbeiterpartei PMR (Partidul Muncitoresc Român) erstmals Mitglied der Großen Nationalversammlung (Marea Adunare Națională) und vertrat in dieser bis 1957 den Wahlkreis Jibou im Kreis Cluj. 1959 wurde sie Direktorin im Ministerium für Bildung und Kultur und hatte dieses Amt bis 1976 inne. In dieser Zeit absolvierte sie Studien an der Parteihochschule „Ștefan Gheorghiu“ sowie an der Fakultät für allgemeine Wirtschaft an der Universität Bukarest. Sie fungierte zwischen 1976 und April 1980 als Sekretärin des Zentralrates des Allgemeinen Gewerkschaftsbundes UGSR (Uniunea Generală a Sindicatelor din România) und wurde außerdem am 3. März 1978 Mitglied der Zentralen Partei- und Staatskommission zur Systematisierung des Territoriums sowie der städtischen und ländlichen Gemeinden. Am 23. März 1978 wurde sie außerdem Mitglied der Zentralen Parteikontrollkommission der PCR (Colegiul Central de Partid) sowie am 29. März 1978 Vizepräsidentin des Nationalrates und Mitglied des Exekutivbüros der Staatlichen Rundfunk- und Fernsehanstalt Radioteleviziunea Română.
Cornelia Filipaș wurde auf dem Zwölften Parteitag der PCR (19. bis 23. November 1979) Mitglied des ZK der PCR und gehörte diesem Gremium bis zum darauf folgenden Dreizehnten Parteitag der PCR (19. bis 22. November 1984) an. Zugleich war sie zwischen dem 23. November 1979 und dem 21. Mai 1982 Mitglied des Politischen Exekutivkomitees des ZK. Ferner wurde sie am 18. Januar 1980 Mitglied des Exekutivbüros des Nationalrates der Front der Demokratie und der Sozialistischen Einheit FDUS (Frontul Democrației și Unității Socialiste) sowie am 27. März 1980 auch Mitglied des Büros der ZK-Kommission für weltanschauliche Fragen, politisch-kulturelle Tätigkeit und sozialistische Bildung. Im Kabinett Verdeț II bekleidete sie vom 1. April 1980 bis zum 21. Mai 1982 den Posten als eine der Vize-Ministerpräsidenten (Viceprim-ministru al Guvernului). Zugleich fungierte sie zwischen dem 28. April 1980 und dem 21. Mai 1982 als Präsidentin des Koordinierungsrates für die Versorgung und Bereitstellung von Dienstleistungen für die Bevölkerung (Președintele Consiliului pentru Coordonarea și Îndrumarea Activității de Aprovizionare și Prestare de Servicii către Populație) im Rang einer Ministerin. 1980 wurde sie des Weiteren wieder Mitglied der Großen Nationalversammlung, in der sie bis 1985 den Wahlkreis Nr. 1 Vaslui im Kreis Vaslui vertrat.
Nachdem Cornelia Filipaș zwischen dem 14. Juni 1982 und dem 11. April 1985 Vorsitzendes des Komitees der Gewerkschaft der Leichtindustrie war, wurde sie als Nachfolgerin von Stana Drăgoi am 18. April 1985 außerordentliche und bevollmächtigte Botschafterin in Dänemark sowie zugleich im September 1985 in Personalunion auch Botschafterin in Island. Sie verblieb auf diesen Posten bis zur Revolution am 22. Dezember 1989. Nach dem Sturz des kommunistischen Regimes wurde sie festgenommen und befand sich gemeinsam mit Lina Ciobanu und Ana Mureșan in Haft.

### Ehrungen und Auszeichnungen
Für ihre langjährigen Verdienste wurde Cornelia Filipaș mehrfach ausgezeichnet und erhielt unter anderem 1957 den Orden der Arbeit Dritter Klasse (Ordinul Muncii), 1962 den Stern der Volksrepublik Rumänien Fünfter Klasse (Ordinul Steaua Republicii Populare Române), 1968 den Kulturverdienstorden Vierter Klasse (Ordinul „Meritul Cultural“) sowie 1979 den Orden 23. August Dritter Klasse (Ordinul „23 August“)